# Apren
Apren is een bestuurslaag in het regentschap Kupang van de provincie Oost-Nusa Tenggara, Indonesië. Apren telt 1737 inwoners (volkstelling 2010).